# Бійня в Монгуно і Нганза (2020)
13 червня 2020 року Ісламська держава в провінції Західна Африка (ISWAP) здійснила бійню в Монгуно та Нганзай, штаті Борно, на північному сході Нігерії, загинуло понад 60 людей.
В Монгуно повстанці провели напад з ракетними установками, загинули щонайменше 20 солдатів, підпалили відділення поліції та спалили гуманітарний центр ООН. Вони роздавали мешканцям листівки, наказуючи їм не працювати з військовими, «білими християнами-західниками» чи іншими «невіруючими».
У Нганзаї повстанці провели атаку на мотоциклах і пікапах загинули понад 40 жителів.
Боко Харам пала під підозру через їх неодноразові акції в штаті Борно. Раніше вони атакували Монгуно в червні, вересні 2015 року та Нганзай в липні 2019 року. ISWAP взяла на себе відповідальність за атаки в Монгуно та Нганзаї, а також бійню в Губіо, що сталася в штаті Борно чотирма днями раніше.